# Ostatnia (Zubowe Skały)

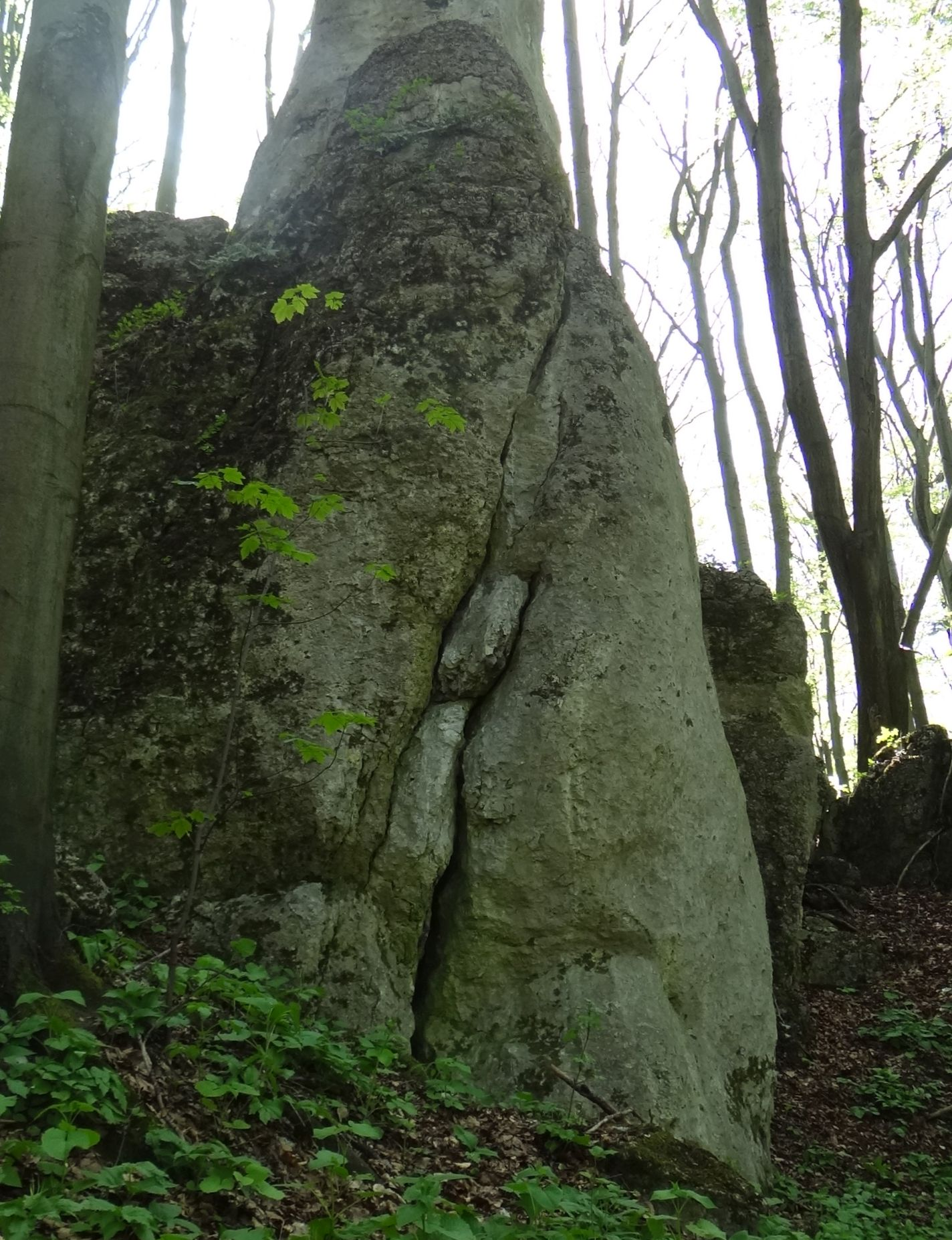

Ostatnia – skała w rezerwacie przyrody Pazurek w pobliżu kolonii Pazurek w województwie małopolskim, w powiecie olkuskim, w gminie Olkusz. Znajduje się na Wyżynie Olkuskiej będącej częścią Wyżyny Krakowsko-Częstochowskiej.
Znajduje się w środkowej części rezerwatu, w grupie Zubowych Skał. Od czasu utworzenia rezerwatu wspinaczka na nich została zabroniona. 
Ostatnia to zbudowana ze skalistego wapienia skała o wysokości 10 m. Znajduje się po zachodniej stronie ścieżki dydaktycznej po rezerwacie Pazurek. 

## Drogi wspinaczkowe
Na Babce są 2 drogi wspinaczkowe o trudności IV i V w skali krakowskiej. Asekuracja własna.
1. Zawsze ostatnia dziewica; V, 10 m
2. Nie puść tu bąka; VI.2+, 10 m
3. Lewa Babka; IV, 10 m[1].